# Liolaemus donosobarrosi
Liolaemus donosobarrosi — вид ігуаноподібних ящірок родини Liolaemidae. Ендемік Аргентини. Вид названий на честь чилійського герпетолога Роберто Доносо-Барроса.

## Поширення і екологія
Liolaemus donosobarrosi мешкають в провінціях Мендоса і Неукен на заході Аргентини. Вони живуть на відкритих, кам'янистих рівнинах, місцями порослих чагарниками. Зустрічаються на висоті від 900 до 1200 м над рівнем моря.